# フレデリック・ブルックス
フレデリック・フィリップス・ブルックス・ジュニア（Frederick Phillips Brooks, Jr. 、1931年4月19日 - 2022年11月17日）は、アメリカ合衆国のソフトウェア技術者で、計算機科学者である。IBM のメインフレームである System/360 およびそのオペレーティングシステム OS/360 の開発者として有名である。その過程を率直に描いた著書『人月の神話』と論文『銀の弾などない』は、ソフトウェア工学およびソフトウェアプロジェクト管理の世界で多くの人々に読まれ、大きな影響をあたえている。それら著作も含め、コンピュータアーキテクチャ、オペレーティングシステム、ソフトウェア工学への貢献から、1995年にはアメリカ国家技術賞、1999年にはチューリング賞を受賞した。
バーチャルリアリティ技術に大きく貢献した人物でもある。

## 経歴と業績
ブルックスは、アメリカ合衆国ノースカロライナ州ダーラムに生まれ、デューク大学を1953年に卒業、1956年に応用数学（計算機科学）でハーバード大学から博士号を授与された。ハワード・エイケンが彼の指導教官であった。
ブルックスは1956年にIBMに入社し、ニューヨークのポキプシーおよびヨークタウンで勤務した。ロスアラモス国立研究所向けの一千万ドルもする科学計算用スーパーコンピュータであるStretchコンピュータや、アメリカ国家安全保障局向けの IBM 7950 Harvest コンピュータの開発に従事した。その後、System/360 およびそのオペレーティングシステム OS/360 の開発グループのマネージャとなった。このころ、コンピュータアーキテクチャという用語を生み出している。
1975年には、その著書『人月の神話』（原題：The Mythical Man-Month）において、ソフトウェア工学におけるプロジェクト管理の経験則であるブルックスの法則を提唱した。1986年に発表した論文でNo Silver Bullet（銀の弾丸など無い）というフレーズを用いて、全て問題に通用する万能な解決策などは存在しないと論じたことから、理想論的なソフトウェア設計について否定的な意味で Silver Bullet （銀の弾丸）という言葉が用いられるきっかけともなった。
1964年のノースカロライナ大学チャペルヒル校計算機科学部の創設に尽力し、20年間学部長を務めた。2010年現在もそこで活発に研究活動しており、特にバーチャルリアリティと科学的可視化を専門としている。
2010年、WIRED誌のインタビュー記事で、「あなたの最大の技術的貢献は何だと思いますか?」と聞かれ、「私が行った最も重要だった決断は、1バイトを6ビットから8ビットに変更したことだ。それによって小文字が使えるようにした。この変更はあらゆる場所に伝播していった」と答えている。
IEE/BCSの主催するチューリングレクチャーの講演者に選ばれ、2005年1月ロンドンにて "Collaboration and Telecollaboration in Design" と題して講演した。1994年、Association for Computing Machinery (ACM) フェローに選ばれた。
ブルックスは福音派のキリスト教徒で InterVarsity Christian Fellowship でも活動していた。

## 著書
- P. Brooks, Frederick; Kenneth Iverson (1963). Automatic Data Processing
- P. Brooks, Frederick; Kenneth Iverson (1965). Automatic Data Processing, System/360 Edition. ISBN 0-471-10605-4
- P. Brooks, Jr., Frederick (1975). The Mythical Man-Month: Essays on Software Engineering. Addison-Wesley. ISBN 0-201-00650-2 - 1982年1月に増補版が出ている。
- P. Brooks, Frederick (1987). No Silver Bullet: Essence and Accidents of Software Engineering - 1995年版の The Mythical Man-Month にて再版
- P. Brooks, Jr., Frederick (1995). The Mythical Man-Month: Essays on Software Engineering: Anniversary Edition. Addison-Wesley. ISBN 0-201-83595-9 - The Mythical Man-Month の増訂版（4章追加）
  - フレデリック・P・ブルックス Jr.著、滝沢徹・富沢昇・牧野祐子翻訳 『人月の神話 - 狼人間を撃つ銀の弾はない』 (20周年記念増訂版、新装版) 、ピアソンエデュケーション、2002年 ISBN 978-4-89471-665-0 - 第16章に論文『銀の弾などない』が収録されている
- P. Brooks, Frederick; G. A. Blaauw (1997). Computer Architecture: Concepts and Evolution. Addison-Wesley. ISBN 0-201-10557-8
- P. Brooks, Jr., Frederick (2010). The Design of Design: Essays from a Computer Scientist. Addison-Wesley. ISBN 978-0-201-36298-5

## 受賞歴
時系列で主な賞を示す。
- 1968年 - IEEEフェロー
- 1970年 - W. Wallace McDowell Award（IEEE Computer Society）
- 1975年 - グッゲンハイム・フェロー（ケンブリッジ大学）
- 1976年 - 全米技術アカデミー会員
- 1976年 - アメリカ芸術科学アカデミーフェロー
- 1982年 - コンピュータパイオニア賞（IEEE Computer Society）
- 1985年 - アメリカ国家技術賞
- 1986年 - Thomas Jefferson Award（ノースカロライナ大学チャペルヒル校）
- 1987年 - Distinguished Service Award（Association for Computing Machinery）
- 1989年 - Harry Goode Memorial Award（AFIPS）
- 1991年 - オランダ王立芸術科学アカデミー外国人会員
- 1991年 - 名誉博士号（チューリッヒ工科大学）
- 1993年 - IEEEフォン・ノイマンメダル
- 1994年 - Association for Computing Machinery (ACM) フェロー
- 1994年 - 英国コンピュータ学会特別フェロー
- 1994年 - 英国王立工学アカデミー（英語版）外国人会員
- 1994年 - アレン・ニューウェル賞（ACM）
- 1995年 - バウアー賞
- 1999年 - チューリング賞（ACM）
- 2001年 - 米国科学アカデミー会員
- 2001年 - コンピュータ歴史博物館フェロー
- 2004年 - エッカート・モークリー賞（ACM、IEEE Computer Society）